# Liste der Quellen der Thermalbäder Baden
Die Liste der Quellen der Thermalbäder Baden nennt alle Thermalquellen in Baden und Ennetbaden im Kanton Aargau. Aus diesen tritt stark mineralhaltiges Wasser aus, das seit über zwei Jahrtausenden in den Badener Thermalbädern genutzt wird. Insgesamt existieren 21 Quellen, davon 18 in den «Grossen Bädern» von Baden und drei in den «Kleinen Bädern» von Ennetbaden. Zurzeit (2017) werden drei Quellen nicht genutzt.
Alle Quellen sind beidseits des Flusses Limmat in einem Gebiet angeordnet, das sich 180 Meter in West-Ost-Richtung und 50 Meter in Nord-Süd-Richtung erstreckt. Sie bilden ein zusammenhängendes System nach dem Prinzip der kommunizierenden Röhren: Wird eine Quelle reguliert oder ein neuer Austritt geschaffen, hat dies Auswirkungen auf die Leistung aller anderen Quellen. Veränderungen an den Quellfassungen und Eingriffe in die darunter liegenden Gesteinsschichten können im schlimmsten Fall zum Versiegen aller Quellen führen. Aus diesem Grund sind Schüttungsmengen, Stauhöhen, Auslaufniveaus, Eigentumsverhältnisse und Nutzungsrechte seit 1844 in einem von der Kantonsregierung erlassenen Dekret rechtsverbindlich festgelegt. Seither werden regelmässig (monatlich oder quartalsweise) Messungen durchgeführt. Das Dekret wurde 2016 um einen vom Grossen Rat beschlossenen Nutzungsplan ergänzt.

## Übersicht
| Nr. auf Karte | Name der Quelle                         | Ort        | Auslauf- höhe | Schacht- tiefe | Jahr der Quellfassung |
| ------------- | --------------------------------------- | ---------- | ------------- | -------------- | --------------------- |
| 01            | Grosser Heisser Stein                   | Baden      | 354,18 m      | 03,80 m        | vor 1451              |
| 02            | Kleiner Heisser Stein                   | Baden      | 354,31 m      | 03,65 m        | vor 1817              |
| 03            | St. Verenaquelle                        | Baden      | 354,17 m      | 02,45 m        | vor 1489              |
| 04            | Wälderhutquelle                         | Baden      | 354,47 m      | 04,20 m        | vor 1578              |
| 05            | Staadhof-Kesselquelle                   | Baden      | 353,75 m      | 07,89 m        | vor 1578              |
| 06            | Kleine Quelle im Staadhof               | Baden      | 350,28 m      | 07,49 m        | vor 1578              |
| 07            | Limmatquelle                            | Baden      | 352,86 m      | 09,00 m        | 1828                  |
| 08            | Hinterhofquelle                         | Baden      | 352,93 m      | 02,73 m        | vor 1578              |
| 09            | Widchenquelle                           | Baden      | k. A.         | k. A.          | 1959                  |
| 10            | Carolaquelle                            | Baden      | 352,62 m      | k. A.          | 1906                  |
| 11            | Bären-Kesselquelle                      | Baden      | 354,24 m      | 10,74 m        | vor 1578              |
| 12            | Verenahofquelle                         | Baden      | 355,91 m      | 09,09 m        | 1844                  |
| 13            | Quelle in der Bärendependance           | Baden      | k. A.         | k. A.          | 1837                  |
| 14            | Paradiesquelle                          | Baden      | 355,75 m      | 08,19 m        | vor 1553              |
| 15            | Ochsen-Kesselquelle                     | Baden      | 355,52 m      | 03,54 m        | vor 1553              |
| 16            | Ochsen-Strassenquelle                   | Baden      | 356,14 m      | 03,54 m        | vor 1817              |
| 17            | Neue Quelle in der Ochsendependance     | Baden      | 355,46 m      | 02,25 m        | 1843                  |
| 18            | Kalte Quelle in der Limmathofdependance | Baden      | k. A.         | k. A.          | 1837                  |
| 19            | Allgemeine Quelle                       | Ennetbaden | 351,22 m      | 09,47 m        | vor 1578              |
| 20            | Adlerquelle                             | Ennetbaden | 350,96 m      | 09,34 m        | vor 1578              |
| 21            | Schwanenquelle                          | Ennetbaden | 359,66 m      | 34,95 m        | 1844                  |

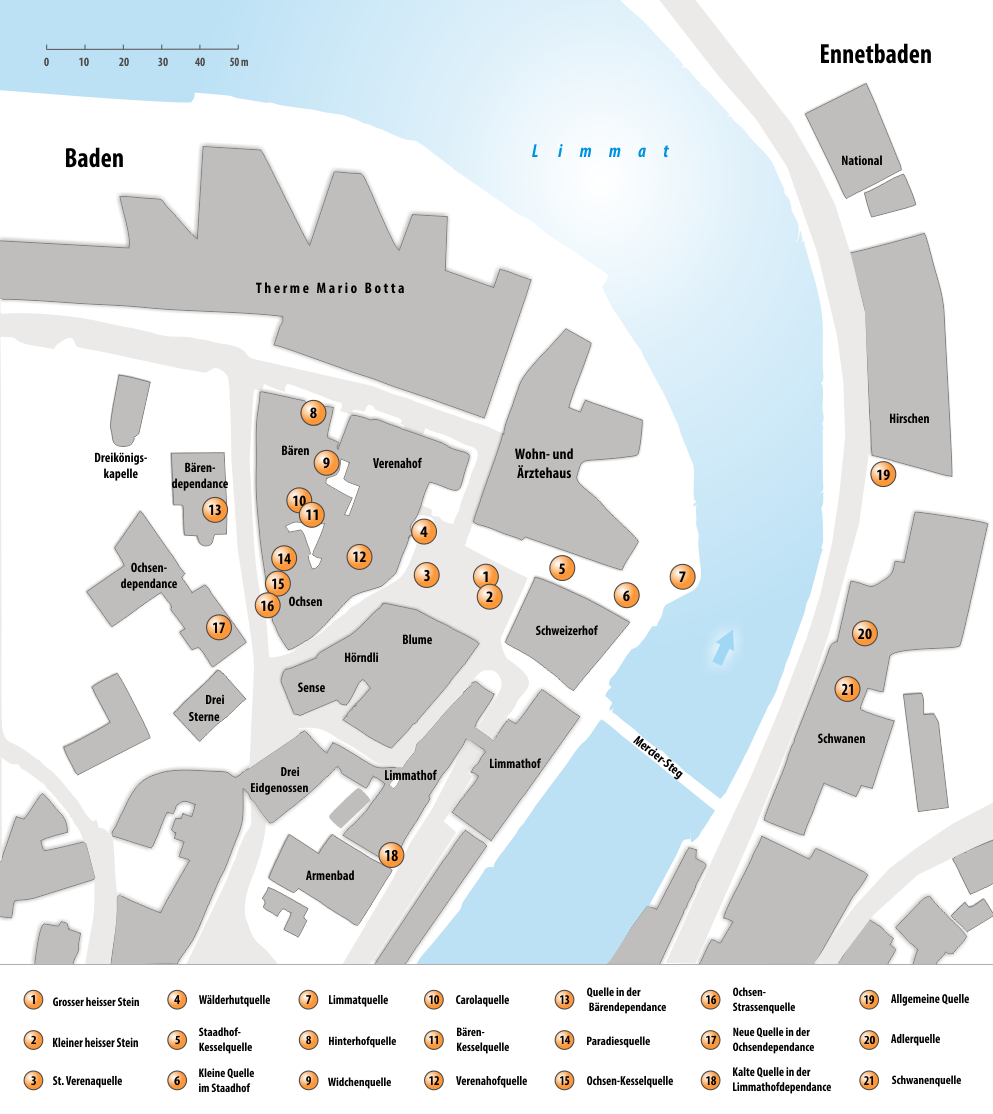
Übersichtskarte des Bäderquartiers mit Lage der Quellen (2017)

Die Daten beziehen sich auf Messungen im Jahr 1947. Anzumerken ist, dass die Adlerquelle, die Kalte Quelle in der Limmathofdependance und die Quelle in der Bärendependance heute nicht mehr genutzt werden.